# Tecnópolis
 (mai 2019).
Si vous disposez d'ouvrages ou d'articles de référence ou si vous connaissez des sites web de qualité traitant du thème abordé ici, merci de compléter l'article en donnant les références utiles à sa vérifiabilité et en les liant à la section « Notes et références ».

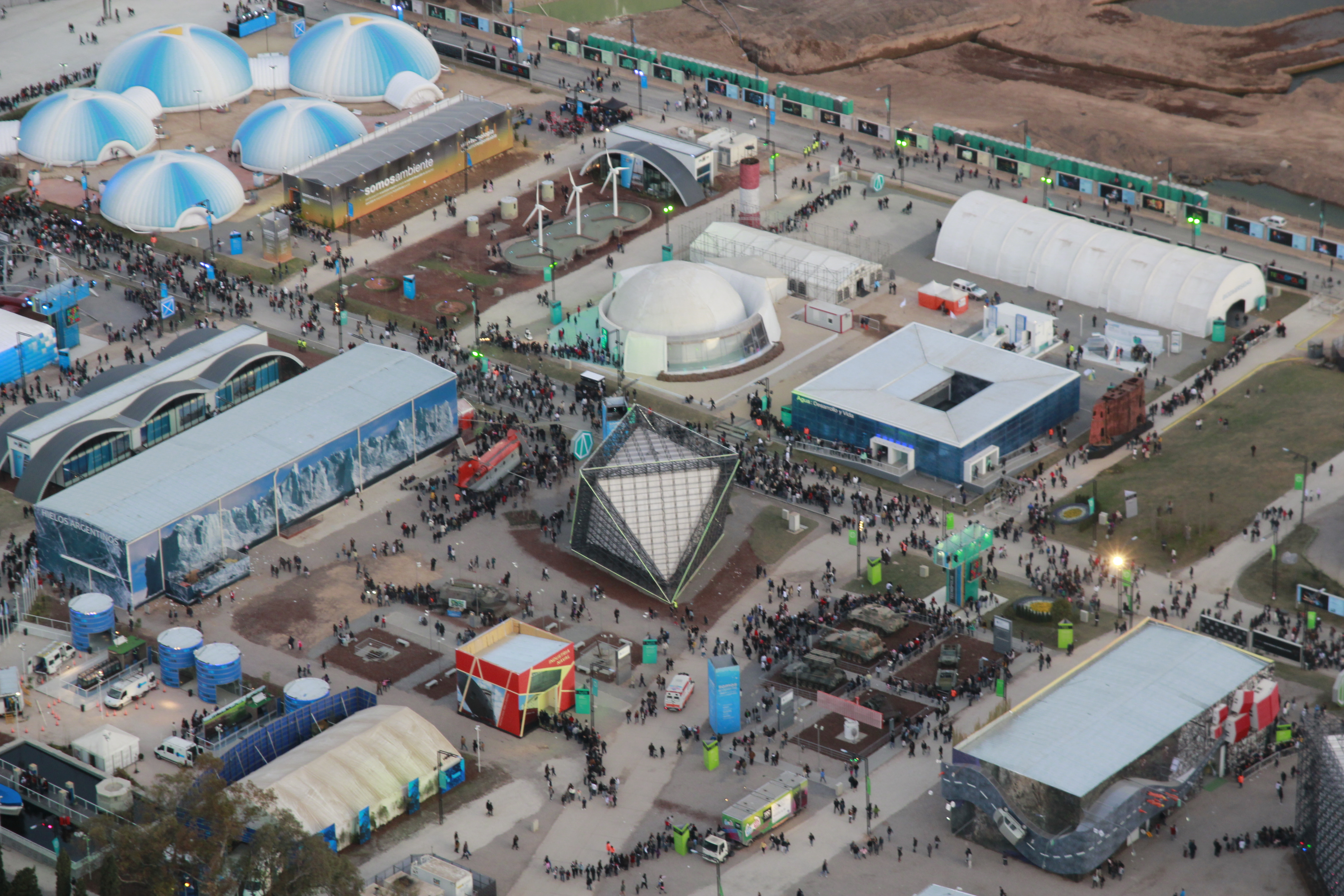

Tecnópolis est un parc des expositions scientifiques, technologiques, industrielles en Argentine. C’est le plus grand de ce type en Amérique latine. Situé à Villa Martelli, dans le partido de Vicente López (Buenos Aires), il a été inauguré le 14 juillet 2011 par la présidente Cristina Fernández de Kirchner. Il a été le site pour quelques sports lors des Jeux olympiques de la jeunesse de 2018 et sera le site principal de l’Exposition spécialisée de 2023.